# Telford
Telford (pronunțat: /ˈTelferd/ sau /ˈTelfurd/) este un oraș în comitatul Shropshire, regiunea West Midlands, Anglia. Orașul se află în districtul unitar  Telford and Wrekin a cărui reședință este.
Orașul a fost creat în anii 1960 și 1970 pe un teren agricol situat în apropierea mai multor localități mai mici, actualmente componente ale aglomerației urbane. Este numit după Thomas Telford, un inginer celebru. 